# Jānis Lauris
Jānis Lauris (né le 11 février 1952 et mort le 14 mars 2011) est un athlète letton ayant concouru pour l'Union soviétique spécialiste du saut à la perche.

## Biographie

### Palmarès
| Date | Compétition                    | Lieu     | Résultat | Performance |
| ---- | ------------------------------ | -------- | -------- | ----------- |
| 1974 | Championnats d'Europe en salle | Göteborg | 3e       | 5,30 m      |
| 1974 | Championnats d'Europe          | Rome     | 7e       | 5,20 m      |

### Records
| Épreuve          | Performance | Lieu   | Date            |
| ---------------- | ----------- | ------ | --------------- |
| Saut à la perche | 5,40 m      | Moscou | 30 juillet 1975 |